# Oedothorax longiductus
Oedothorax longiductus là một loài nhện trong họ Linyphiidae.
Loài này thuộc chi Oedothorax. Oedothorax longiductus được Robert Bosmans miêu tả năm 1988.